# Michael Reimann
Michael Reimann (3 de febrero de 1952) es un deportista alemán que compitió para la RFA en piragüismo en la modalidad de eslalon. Ganó una medalla de oro en el Campeonato Mundial de Piragüismo en Eslalon de 1973, en la prueba de C2 por equipos.

## Palmarés internacional
| Campeonato Mundial | Campeonato Mundial | Campeonato Mundial | Campeonato Mundial |
| Año                | Lugar              | Medalla            | Competición        |
| ------------------ | ------------------ | ------------------ | ------------------ |
| 1973               | Muotathal (Suiza)  | Medalla de oro     | C2 por equipos     |